# أورينداين
بلدية أورينداين (بالإسبانية: Orendáin) هي بلدية تقع في مقاطعة غيبوثكوا التابعة لمنطقة إقليم الباسك شمال إسبانيا.

## الديموغرافيا
بلغ عدد سكان بلدية أورينداين 186 نسمة عام 2011 (وفقاً للمعهد الوطني للإحصاء الإسباني).
| 156 | 152 | 145 | 165 | 175 | 183 | 186 |